# Sarah Healy
Sarah Healy (ur. 13 lutego 2001 w Monkstown) – irlandzka lekkoatletka, biegaczka średnio- i długodystansowa, złota medalistka halowych mistrzostw Europy (2025) w biegu na 3000 m, olimpijka z Paryża (2024).

## Kariera sportowa
Zdobyła złoto na 1500 m i 3000 m na Mistrzostwach Europy U18 w Lekkoatletyce w 2018 w Győr na Węgrzech. Healy zdobyła srebro na 1500 m w następnym roku (2019) na Mistrzostwach Europy U20. Wygrała Mistrzostwa Irlandii w Biegach Przełajowych w listopadzie 2022. W 2023 była członkinią klubu lekkoatletycznego M11 prowadzonego przez Trevora Paintera i Jenny Meadows. W czerwcu 2023 wygrała bieg na 1500 m na Igrzyskach Paavo Nurmi. W sierpniu 2023 Healy zakwalifikowała się do półfinału Mistrzostw Świata w Lekkoatletyce 2023 – 1500 m kobiet.
W lutym 2024 Healy pobiła halowy rekord Irlandii na 3000 m w Metz i halowy rekord Irlandii na 1500 m w Lievin. Na Letnich Igrzyskach Olimpijskich w 2024 Healy zajęła 7. miejsce w eliminacjach na 1500 metrów, tuż poza automatycznymi kwalifikacjami. W rundzie repasażowej ponownie zajęła 4. miejsce, tuż poza kwalifikacjami do półfinałów. 9 marca 2025 Healy zdobyła złoto w biegu na 3000 m na Halowych Mistrzostwach Europy w Lekkoatletyce w Apeldoorn w Holandii.

## Rekordy życiowe
- bieg na 800 m – 2:00,86 s (24 maja 2024, Manchester)
- bieg na 1500 m – 3:57,46 s (7 lipca 2024, Paryż)
- bieg na 1500 m (hala) – 4:03,83 s (10 lutego 2024, Liévin), rekord Irlandii
- bieg na 1 milę – 4:29,03 s (14 maja 2022, Londyn)
- bieg na 3000 m – 8:46,14 s (5 lipca 2022, Cork)
- bieg na 3000 m (hala) – 8:36,06 s (3 lutego 2024, Metz), rekord Irlandii